# Анна Катерина Гонзага
А́нна Катери́на Гонза́га (итал. Anna Caterina Gonzaga, нем. Anna Caterina Gonzaga), в монашестве А́нна Юлиа́на (лат. Anna Iuliana; 16 января 1566, Мантуя, Мантуанское герцогство — 3 августа 1621, Инсбрук. графство Тироль) — принцесса из дома Гонзага, дочь Гульельмо I, герцога Мантуи и Монферрата. Жена эрцгерцога Фердинанда II; в замужестве — эрцгерцогиня Австрийская и графиня Тироля. Мать императрицы Анны Тирольской.
Вместе с мужем была сторонницей контрреформации и постановлений Тридентского собора. Овдовев, стала монахиней-сервиткой и построила монастырь ордена в Инсбруке.

## Биография

### Ранние годы
Анна Катерина родилась 16 января 1566 года в Мантуе. Она была третьим ребёнком и второй дочерью Гульельмо I, герцога Мантуи и Монферрато и Элеоноры Австрийской, эрцгерцогини из Имперской ветви дома Габсбургов. По линии отца принцесса приходилась внучкой Федерико II, герцогу Мантуи и Монферрато и Маргарите Монферратской, принцессе из дома Палеологов. По линии матери была внучкой Фердинанда I, императора Священной Римской империи и Анны Богемской и Венгерской, последней представительницы дома Ягеллонов, правивших королевствами Чехии и Венгрии.
Восприемником Анны Катерины во время крещения был Филипп II, король Испании. Вместе с братом Винченцо, будущим герцогом Мантуи и Монферрато под именем Винченцо I и старшей сестрой Маргаритой Барбарой, в замужестве ставшей герцогиней Феррары, Модены и Реджо, Анна Катерина получила хорошее образование. Принцесса была воспитана в духе католического благочестия. Когда ей было пять лет, она тяжело заболела и проболела два года.

### Брак и потомство
1 января 1582 года Анна Катерина была помолвлена с дядей по материнской линии, эрцгерцогом Фердинандом II. В честь этого события, отец пятнадцатилетней невесты, по её личной просьбе, амнистировал пятнадцать заключённых, подал щедрую милостыню пятнадцати нищим и обеспечил скамейками и исповедальнями пятнадцать церквей. Анна Катерина покинула Мантую и отправилась к будущему мужу в Инсбрук. Фердинанд II был вдовцом. В браке с первой морганатической супругой, Филиппиной Вельзер, у него родились четверо детей, из которых выжили двое — сыновья Андреас и Карл, носившие титул маркграфов Бургау. Свадьбе с юной племянницей много содействовала сестра жениха, эрцгерцогиня Магдалина Австрийская.
14 мая 1582 года Анна Катерина и Фердинанд II (14.6.1529 — 24.1.1595) , эрцгерцог Австрийский и граф Тироля, сочетались браком во дворце Хофбург, в Иннсбруке. Свадебные торжества длились три дня. В этом браке родились три дочери:
- Анна Элеонора (1583 — 1584), принцесса Австрийская и Тирольская, умерла в младенческом возрасте;
- Мария[нем.] (16.6.1584 — 2.3.1649), принцесса Австрийская и Тирольская, монахиня–сервитка;
- Анна (4.10.1585 — 14.12.1618), принцесса Австрийская и Тирольская, 4 декабря 1611 года сочеталась браком с Матвеем (24.2.1557 — 20.3.1619), императором Священной Римской империи, королём Чехии и Венгрии, эрцгерцогом Австрийским.

### Эрцгерцогиня и графиня
С прибытием Анны Катерины при дворе в Инсбруке стало заметным влияние итальянской культуры, несмотря на то, что муж запретил ей везти слуг-итальянцев во избежание конфликтов с местной прислугой. Она поддерживала переписку с родственниками в Мантуе и Ферраре. В 1585 и 1588 годах сопровождала мужа к императорскому двору в Праге.
Супруги были активными участниками контрреформации. Они содействовали основанию новых монашеских орденов в духе Тридентского собора, лично участвовали в паломничествах к святыням. По инициативе Анны Катерины в 1583 — 1584 годах в Инсбруке была построена церковь по образцу Гроба Господня в Иерусалиме. В 1589 году в Ау, близ городка Халль-ин-Тироль, была освящена, возведённая ею, капелла Святого дома в Лорето. За год до этого римский папа даровал графини Тироля Золотую розу. Усилиями Анны Катерины на землях австрийского эрцгерцогства и тирольского графства была основана новая провинция монахов-капуцинов. К участию в этом проекте она привлекла не только мужа, но и императора Рудольфа II; на щедрые пожертвования обоих были построены монастыри в Инсбруке и Больцано.

### Вдова и монахиня
Овдовев 24 января 1595 года, Анна Катерина надела траур, который сменила лишь на монашескую рясу. Она добилась ежегодной пенсии в тридцать шесть тысяч флоринов, из которых семь тысяч флоринов, позднее сумма была увеличена до двенадцати тысяч, были личным даром императора на образование её дочерей. Вместе с ними, она поселилась во дворце Руэлюст в Инсбруке, завещанном ей покойным мужем.
Вдовствующая графиня всё своё время делила между делами благочестия и заботой о своих детях. Ещё в 1590 году, опасаясь за слабое здоровье младшей дочери, она составила для неё специальную поваренную книгу. Заметив у неё же музыкальные способности, Анна Катерина приобрела клавикорд, дорогой по тем временам инструмент, и наняла преподавателя.
Она по-прежнему совершала паломничества и занималась благотворительностью. В своём дворце вдовствующая графиня лично кормила голодных нищих, посещала и заботилась о больных бедняках, жертвовала милостыню монастырям в тирольском графстве и мантуанском герцогстве. Её щедрость не знала границ. Однажды ради милостыни в паломничестве она заложила фамильные драгоценности, которые потом пришлось выкупать братьям покойного мужа.
В 1606 году в Инсбруке её навестили брат с супругой, на обратной дороге со свадьбы старшей дочери. К младшей дочери самой Анны Катерины ещё в 1603 году посватался Сигизмунд III, король Польши и великий князь Литовский, но брак не состоялся, так, как император Рудольф II не дал на него своего разрешения. Он сам собирался жениться на племяннице. Вдовствующая графиня перестала рассматривать поступавшие к дочери предложения о замужестве, но император никак не мог решиться. Наконец, он позволил жениться на своей невесте младшему брату, эрцгерцогу Матвею, будущему императору Священной Римской империи.
После свадьбы дочери Анны 4 декабря 1611 года в Вене, 2 февраля 1612 года Анна Катерина удалилась в монастырь сервиток в Иннсбруке с дочерью Марией и пятнадцатью аристократками. Решение об основании в Инсбруке женского монастыря она приняла ещё в 1606 году. Разработанный ею устав позволял вести монахиням аскетическую жизнь и заниматься воспитанием и образованием дочерей монархов и аристократии. Фундамент новой обители был заложен 2 июля 1607 года. Строительство было завершено в 1612 году. Монастырь получил название Регельхаус. 1 июля 1612 года Анна Катерина приняла в его стенах монашеский постриг, взяла новое имя Анны Юлианы (второе имя в честь святой Юлианы Фальконьери) и стала терциарной сервиткой. Устав общины был одобрен римским папой Павлом V в 1617 году.

### Поздние годы
Став монахиней, Анна Катерина сделала пожертвование в монастырь, включавшее кроме большой денежной суммы, земельные угодья, а также приданое дочери, ставшей, как и она, монахиней. В 1613 году Анна Катерина начала строительство ещё одного женского монастыря, но в 1620 году в обители случился пожар. Её усилиями монастырь стал быстро восстанавливаться, но она не дожила до полного завершения всех работ. Анна Катерина умерла 3 августа 1621 года в Инсбруке.
Согласно завещанию, её похоронили в усыпальнице под ступеньками алтаря в церкви монастыря Регельхаус. После секуляризации обители в 1783 году останки Анны Катерины и её дочери Марии, которую похоронили рядом с матерью, перенесли в крипту церкви иезуитов в Инсбруке. В 1906 году их снова перенесли в восстановленный монастырь Регельхаус и положили в монастырской церкви.
В 1643 году отец Джузеппе Мария Барки, духовник Анны Катерины, издал её первую биографию «Жизнь и смерть почтеннейшей и светлейшей госпожи монахини Анны Юлианы Гонзага, эрцгерцогини Австрийской и прочая. Из третьего ордена служителей Девы Марии. Написана с её согласия». В 1672 году следующую биография графини Тироля «Жизнь и деяния почтеннейшей и светлейшей Анны Юлианы, эрцгерцогини Австрийской, Мантуанской и Монферратской герцогини, правительницы Тироля, ордена служителей Блаженнейшей Марии Девы в Германии восстановительницы и трёх монастырей основательницы» была издана отцом Херувимом Марией О’Дейлом, священником-ирландцем, участие в судьбе которого она приняла в то время, когда он был беженцем в Инсбруке. Сохранились несколько прижизненных портретов Анны Катерины кисти неизвестных живописцев.